# WARRIOR PRIDE
WARRIOR PRIDE — кодова назва двох пакетів шпигунського програмного забезпечення, розроблених GCHQ Великої Британії та АНБ США, які можуть бути встановлені на iPhone і смартфони з операційною системою Android. Інформація про WARRIOR PRIDE була опублікована в ЗМІ 27 січня 2014 на підставі документів, поширених колишнім співробітником АНБ Едвардом Сноуденом.
Першим був розроблений пакет для iPhone, його програмний код був портований з невідомого коду. Пізніше, спільно з Центром безпеки комунікацій Канади був розроблений пакет для Android-пристроїв. Хоча пакет для Android-пристроїв має код, відмінний від пакета для iPhone, обидва пакети мають однаковий набір програмних модулів, названих за іменами казкових героїв Смурфиків і мають наступну функціональність:
- DREAMY SMURF — контроль за управлінням енергоживленням, який, згідно з публікацією в The Guardian, включає «здатність непомітно активувати вимкнений телефон»;
- NOSEY SMURF — «гарячий мікрофон» для прослуховування розмов власника телефону;
- TRACKER SMURF — високоточна геолокація місцезнаходження телефону;
- PORUS — руткіт;
- PARANOID SMURF — захисний модуль.

Відповідно до публікації в The Guardian, програмний пакет для iPhone дозволяє отримати «будь-який тип даних — SMS, MMS, E-mail, історію вебсерфінгу, записи викликів, відео, фото, адресну книгу, замітки, календар і т. д., якщо вони є в телефоні». Можливості пакету під Android сформульовані обережніше — «ми вважаємо, що можемо отримати ці дані» .
Експертами по spyware висловлювалося припущення, що програмні пакети WARRIOR PRIDE, поряд з метою отримання інформації можуть бути також використані для цілеспрямованої дискредитації певних соціальних чи конфесійних груп, наприклад мусульман, шляхом поширення інформації про їх «онлайн-розбещеності» (використання порнографії) .
Вартість програми стеження за смартфонами з боку АНБ оцінюється в мільярд доларів . Програма включає в себе додаткові можливості з перехоплення мережевого трафіку, збір інформації про використовувані додатках, збір метаданих (EXIF), фото з соціальних мереж і ЗМІ, перехоплення запитів географічного положення користувача в Google Maps і т. д.